# Pseudo-Turpino
Con Pseudo-Turpino s'intende una composizione agiografica e romanzesca, con pretese cronachistiche, composta in Francia intorno alla metà del XII secolo al fine di nobilitare il nascente pellegrinaggio iacobeo con collegamenti al Ciclo carolingio. Venne attribuita dalla Chiesa come opera di Turpino, celebre arcivescovo di Reims durante il regno di Carlo Magno.
Il titolo originale di Historia Karoli Magni et Rotholandi, presenta una versione della leggenda di Orlando assai discordante dalla Chanson de Roland. L'opera collega la storia di San Iacopo con la spedizione in Spagna di Carlo Magno, durante la quale, sempre secondo la Historia, venne scoperta la tomba dell'apostolo. Più il Cammino di Santiago acquisiva importanza più la fama dello Pseudo-Turpino aumentava. Si conoscono più di 130 manoscritti diffusi in tutta Europa ed in numerose traduzioni (in francese, provenzale, galiziano, spagnolo, norreno, tedesco ed inglese), inoltre venne incorporata nelle Grandes Chroniques de France. Inoltre è stato usato da Boiardo come fonte per giustificare a livello narrativo la sua opera "Inamoramento de Orlando"